# Гальдеризи, Джузеппе
Джузеппе Гальдеризи (итал. Giuseppe Galderisi; род. 22 марта 1963, Салерно, Кампания) — итальянский футболист, выступавший на позиции нападающего. По завершении игровой карьеры — футбольный тренер.
В качестве игрока, прежде всего, известен выступлениям за клубы «Ювентус», «Верона» и «Падова», а также национальную сборную Италии. Трёхкратный чемпион Италии и обладатель Кубка Италии.

## Клубная карьера
Воспитанник футбольной школы клуба «Салернитана» из родного города Салерно. В профессиональном футболе дебютировал в 1980 году выступлениями за «Ювентус», в котором провёл три сезона, приняв участие в 32 матчах чемпионата, завоевав 2 титула чемпиона Италии и Кубок Италии.
Впоследствии с 1983 по 1989 год играл в составе команд «Верона», «Милан» и «Лацио». Выступая за «Верону», помог этой команде одержать пока её единственную победу в чемпионате Италии в сезоне 1984/85.
В 1989 году перешёл в клуб «Падова». Сыграл за клуб из Падуи следующие шесть сезонов своей игровой карьеры. В составе «Падовы» был основным игроком атакующей звена команды.
В течение 1996—1997 годов защищал цвета команды американского клуба «Тампа-Бэй Мьютини». Завершил профессиональную игровую карьеру в другом клубе из США, «Нью-Инглэнд Революшн», за который выступал в течение 1997 года.

## Международная карьера
В течение 1982—1987 годов привлекался в состав молодёжной сборной Италии. На молодёжном уровне сыграл в 16 официальных матчах, забил 2 гола.
В 1985 году дебютировал в официальных матчах в составе национальной сборной Италии. В составе сборной был участником чемпионата мира 1986 года в Мексике.

## Тренерская карьера
Начал самостоятельную тренерскую карьеру в 2000 году, возглавив тренерский штаб клуба «Кремонезе».
В дальнейшем возглавлял команды итальянских клубов «Местре», «Джулианова», «Губбио», «Витербезе», «Самбенедеттезе», «Авеллино», «Фоджа», «Пескара», «Ареццо», «Беневенто», «Триестина» и «Салернитана».
В 2014 году возглавил тренерский штаб португальского клуба «Ольяненсе».

## Достижения
- Чемпион Италии (3):
  - «Ювентус»: 1980/81, 1981/82
  - «Верона»: 1984/85
- Обладатель Кубка Италии (4):
  - «Ювентус»: 1982/83